# Canton de Saint-Laurent-Médoc
Pour les articles homonymes, voir Saint-Laurent et Médoc (homonymie).
Le canton de Saint-Laurent-Médoc est une ancienne division administrative française située dans le département de la Gironde et la région Aquitaine. Au redécoupage cantonal de 2014, l'ancien canton de Saint-Laurent-Médoc est inclus dans le nouveau canton de Sud-Médoc (23 communes)

## Géographie
Ce canton était organisé autour de Saint-Laurent-Médoc dans l'arrondissement de Lesparre-Médoc. Son altitude variait de 0 m (Carcans) à 65 m (Carcans) pour une altitude moyenne de 16 m.

## Composition
Le canton de Saint-Laurent-Médoc regroupait trois communes et comptait 9 646 habitants (population municipale) au 1er janvier 2010.
| Nom                 | Code Insee | Intercommunalité            | Superficie (km2) | Population (dernière pop. légale) | Densité (hab./km2) |
| ------------------- | ---------- | --------------------------- | ---------------- | --------------------------------- | ------------------ |
| Carcans             | 33097      | CC Médoc Atlantique         | 175,40           | 2 348 (2014)                      | 13                 |
| Hourtin             | 33203      | CC Médoc Atlantique         | 190,50           | 3 432 (2014)                      | 18                 |
| Saint-Laurent-Médoc | 33424      | CC Médoc Cœur de Presqu'île | 136,55           | 4 517 (2014)                      | 33                 |

## Démographie
| 1990  | 1999  | 2006  | 2011  | 2012  |
| ----- | ----- | ----- | ----- | ----- |
| 6 913 | 7 241 | 8 091 | 9 774 | 9 935 |

## Histoire
De 1833 à 1848, les cantons de Pauillac et de Saint-Laurent avaient le même conseiller général.

## Représentation

### Conseillers généraux de 1833 à 2015
| Période                                  | Période          | Identité                                      | Étiquette                | Qualité |
| ---------------------------------------- | ---------------- | --------------------------------------------- | ------------------------ | --- |
| 1833                                     | 1839             | Pierre-François Guestier junior               | Majorité ministérielle   | Négociant en vins à Bordeaux Député (1834-1842) Pair de France |
| 1839                                     | 1848             | Pierre Castéja                                |                          | Notaire, propriétaire, maire de Bordeaux (1860-1863), conseiller d'arrondissement du canton de Pauillac                                                                       |
| 1848                                     | 1861             | Charles Oscar de Luëtkens                     |                          | Maire de Saint-Laurent |
| 1861                                     | 1866             | Jean-Baptiste Véron                           |                          | Maire de Saint-Laurent |
| 1866                                     | 1871             | Nathaniel Johnston                            | Majorité dynastique      | Propriétaire du château Ducru-Beaucaillou et du château Dauzac Député (1869-1870, 1871-1876)                                                                                  |
| 1871                                     | 1877             | François Edme Joseph Guillot de Suduiraut     |                          | Ingénieur des Arts et Manufactures Copropriétaire du château du Galan à Saint-Laurent-Médoc et du château de Roaillan Conseiller municipal de Saint-Laurent-Médoc (1865-1883) |
| 1877                                     | 1883             | Jacques Philippe Alfred Morange               | Droite                   | Avocat, ancien Sous-Préfet de Lesparre |
| 1883                                     | 1898 (décès)     | Philippe Dupré                                | Républicain              | Avocat |
| 1898                                     | 1903 (décès)     | Henri de Luëtkens (fils de Ch.O. de Luetkens) | Républicain rallié       | Propriétaire à Bordeaux |
| 1904                                     | 1907 (démission) | M. Petot                                      | Républicain              | Ancien capitaine Propriétaire du château de Corconnac à Saint-Laurent Nommé inspecteur de l'assistance obligatoire aux vieillards, aux infirmes et aux incurables             |
| 1907                                     | 1908 (décès)     | Comte Henri du Périer de Larsan               | Républicain Progressiste | Propriétaire, maire de Soulac-sur-Mer (1882-1900) Député (1889-1908) |
| 1908                                     | 1919             | Pierre-Adrien Mothes                          | AD                       | Maire de Saint-Laurent-Médoc (1902-1932) |
| 1919                                     | 1920 (démission) | Ivan Kappelhoff                               | RG                       | Commandant Propriétaire du château Saint-Pierre à Saint-Julien-Beychevelle |
| 1921                                     | 1931             | Pierre-Adrien Mothes                          | AD                       | Maire de Saint-Laurent-Médoc (1902-1932) |
| 1931                                     | 1937             | Jean Laffitte                                 | SFIO puis AD             | Maire de Hourtin |
| 1937                                     | 1940             | Henri Destouesse                              | PRRRS                    | Médecin Maire de Saint-Laurent-Médoc (1932-1941 et 1944-1945) |
|                                          |                  |                                               |                          | |
| 1945                                     | 1961             | Henri Destouesse                              | PRRRS                    | Maire de Saint-Laurent-Médoc |
| 1961                                     | 1986 (décès)     | Aymar Achille-Fould                           | CDP puis UDF             | Capitaine de vaisseau Ministre de 1973 à 1976 Député de 1962 à 1973 et en 1986 Maire de Saint-Laurent-Médoc de 1965 à 1986                                                    |
| 1986                                     | 2004             | Michel Faure                                  | RPR puis UMP             | Géomètre Maire de Saint-Laurent-Médoc (1986-1989) |
| 2004                                     | 2011             | Henri Laurent                                 | PS                       | Ancien maire de Saint-Laurent-Médoc (1989-2001) |
| 2011                                     | 2015             | Christophe Birot                              | PS                       | Officier dans la Marine nationale retraité Maire de Hourtin (2008-2014) |
| Les données manquantes sont à compléter. |                  |                                               |                          | |

### Conseillers d'arrondissement (de 1833 à 1940)
Le canton de Saint-Laurent avait deux conseillers d'arrondissement (sauf de 1926 à 1931).
| Période                                  | Période | Identité                               | Étiquette   | Qualité |
| ---------------------------------------- | ------- | -------------------------------------- | ----------- | --- |
| 1833                                     | 1842    | Pierre François Maximilien Lahens      |             | Propriétaire à Saint-Laurent                                                                                |
| 1833                                     | 1842    | M. Saintout                            |             | Propriétaire à Saint-Laurent                                                                                |
| 1842                                     | 1848    | Charles Louis Popp (1798-1853)         |             | Propriétaire à Saint-Laurent                                                                                |
|                                          |         |                                        |             | |
|                                          | 1886    | Charles Chaloureau                     | Républicain | Propriétaire à Saint-Laurent                                                                                |
|                                          | 1886    | Raoul Brun                             | Républicain | Avocat, conseiller municipal de Saint-Laurent                                                               |
| 1886                                     | 1892    | Charles Jean-Marie Versein (1839-1893) | Royaliste   | Propriétaire à Caudéran                                                                                     |
| 1886                                     | 1892    | D. Tandonnet                           | Royaliste   | Propriétaire à Bordeaux                                                                                     |
| 1892                                     | 1898    | M. Verdier                             | Républicain | |
| 1892                                     |         | Adrien Mothes                          | Républicain | Propriétaire viticulteur, conseiller municipal de Saint-Laurent                                             |
| 1898                                     | 1904    | Antoine Théoleyre                      | Républicain | Propriétaire à Saint-Laurent                                                                                |
| 1904                                     | 1908    | Fernand Viaut                          | Républicain | Propriétaire à Saint-Laurent                                                                                |
| 27 déc. 1908                             | 1928    | M. Bon                                 | Républicain | |
| 1928                                     |         | Marcel Prévot                          | RG          | Maire de Carcans                                                                                            |
| 1934                                     | 1940    | M. Duport                              | Rad.        | |
| 1934                                     | 1940    | M. Brossard                            | Rad.        | |
| 1940                                     |         |                                        |             | Les conseils d'arrondissement ont été suspendus par la loi du 12 octobre 1940 et n'ont jamais été réactivés |
| Les données manquantes sont à compléter. |         |                                        |             | |